# 使徒座公報
使徒座公報（しとざこうほう、Acta Apostolicae Sedis - ラテン語の字義通りには「使徒座の行為」となり、しばしばAASと称される）は、 使徒座の公式な官報であり、年に12回発行される。

## 概要

使徒座紋章

使徒座公報はラテン語で発行されており、使徒座の全ての発布文書、回勅、教皇庁決定事項、教会内人事異動令を含んでいる。特段の法による定めがある時以外は、発行後3か月をもって効力を有するものと解釈される。『聖座公報』のタイトルで1865年より存在した類似の出版物の置き換えである。使徒座の公式な手段として法的に定められたわけではないものの、1904年5月23日には、AASに収められ印刷された文書は「公式かつ有効」なものと宣せられた 。聖座公報はその4年後に発行を停止した。

## 歴史
1908年9月29日、教皇ピウス10世 が発布した「Promulgandi Pontificias Constitutiones」（プロムルガンディ・ポンティフィティアス・コンスティチュティオネス ）により設立され、1909年1月より出版が開始された。1929年より、使徒座公報は補完的にイタリア語を伴って出版される。名称としては「Supplemento per le leggi e disposizioni dello Stato della Città del Vaticano」であり、その年にスタートしたヴァチカン市国の法と規定を含んでいる。1929年7月7日のLegge sulle fonti del dirittoの第2章に従い、同国の国法は同補完文書に所収される事により有効とされる。